# Nieuwe Compagnie (waterschap)
De Nieuwe Compagnie is een voormalig waterschap in de provincie Groningen.
Het schap was een fusie van de Compagnie, Hanekamp, Noodvlucht en enkele niet-bemalen gronden. De gemeente Oude Pekela nam het initiatief tot de oprichting, omdat de afwatering van het gebied ten zuidoosten van het Pekelderhoofddiep was verslechterd, door de demping van enkele wijken (met huisvuil), als het gevolg van de achteruitgang van de scheepvaart. Het waterschap had als taak het bouwen (en onderhouden) van een gemaal, het dempen van wijken, het verruimen van de watergangen. Verder legde het enkele wegen aan, zoals de weg van de Wedderweg en de Verlaatjeswijk.
Waterstaatkundig gezien ligt het gebied sinds 2000 binnen dat van het waterschap Hunze en Aa's.

## Naam
Het waterschap is genoemd naar de plaats Nieuwe Compagnie.